# Snorre Kirk

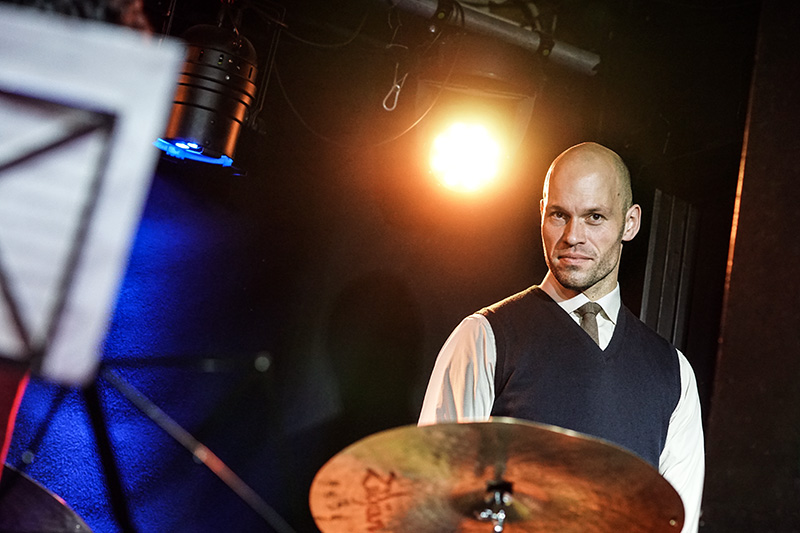
Snorre Kirk (Aarhus 2018)

Snorre Kirk (* 1981 in Norwegen) ist ein norwegischer Jazzmusiker (Schlagzeug, Komposition).

## Leben und Wirken
Kirk wuchs in Norwegen auf und zog dann zum Studium am Rytmisk Musikkonservatorium nach Kopenhagen, wo er heute lebt. Zunächst arbeitete er bei Malene Mortensen, ab 2007 wurde er auch als Mitglied des Trios von Magnus Hjorth bekannt. 2012 debütierte er mit dem Konzeptalbum „Blues Modernism“, das Blues im zeitgemäßen Gewand enthielt. Für das genannte Album erhielt er als Auszeichnung den Jahrespreis für das beste Album in Dänemark des Magazins Jazz Spezial. Zudem wurde er damit zweimal für den Dänischen Musikpreis nominiert. Das nachfolgende Album Europa ebnete Kirk den Weg für Auftritte bei renommierten Festivals; in Folge spielte er beim North Sea Jazz Festival, beim Art of Swing Festival in Kansas City und bei Pori Jazz in Finnland. Weitere Alben unter eigenem Namen folgten, zuletzt Beat (2018) und Top Dog (2023) sowie mit Stephen Riley Tangerine Rhapsody (2019).
Kirk ist ferner auf Alben von Sidsel Storm und Kristin Korb, vom Fredrik Kronkvist Sextet, Lasse Mørck Quartet und Mads Tolling Quartet zu hören. Auch begleitete er Mads Kjølby, Diane Schuur und Eric Reed.

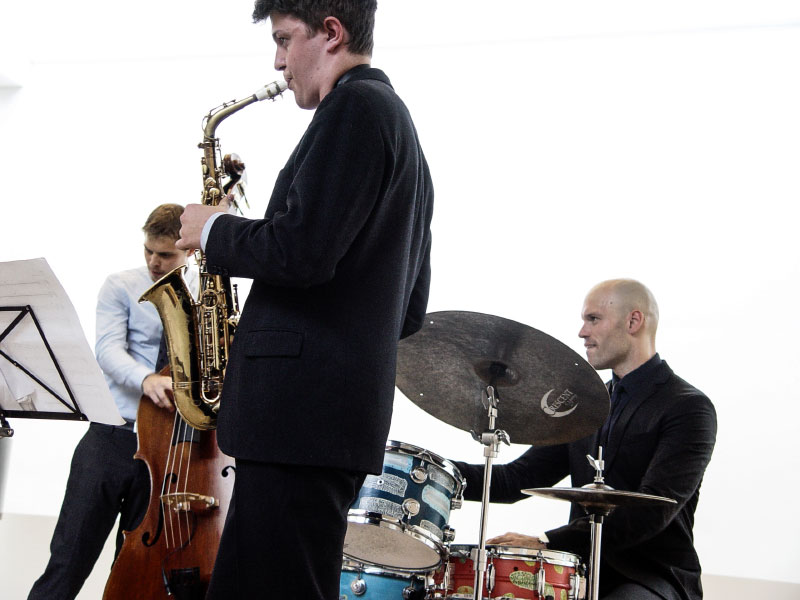
Lasse Mørck, Oilly Wallace und Snorre Kirk beim Aarhus Jazz Festival 2014